# Das goldene Bett
Das goldene Bett è un film muto del 1913 diretto da Walter Schmidthässler che firma anche la sceneggiatura insieme a Olga Wohlbrück.
La pellicola segna l'esordio sullo schermo di Theodor Loos, un attore che nella sua carriera avrebbe poi preso parte a quasi duecento film.

## Produzione
Il film fu prodotto dalla Vitascope GmbH.

## Distribuzione
Uscì nelle sale cinematografiche tedesche presentato a Berlino nel maggio 1913.